# Stazione di Contursi Terme
Stazione di Contursi Terme vasútállomás Olaszországban, Contursi Terme településen.

## Vasútvonalak
Az állomást az alábbi vasútvonalak érintik:
- Salerno–Potenza-vasútvonal

## Kapcsolódó állomások
A vasútállomáshoz az alábbi állomások vannak a legközelebb:
- Stazione di Sicignano degli Alburni
- Stazione di Tuoro-Serradarce